# Gare d’Olonne-sur-Mer
Gare d’Olonne-sur-Mer – przystanek kolejowy w Olonne-sur-Mer, w departamencie Wandea, w regionie Kraj Loary, we Francji.
Został otwarty w 1866 przez Compagnie du chemin de fer de Paris à Orléans (PO). Jest przystankiem kolejowym Société nationale des chemins de fer français (SNCF), obsługiwanym przez pociągi TER Pays de la Loire.

## Położenie
Znajduje się na wysokości 6 m n.p.m., na 6,092 km linii Les Sables-d’Olonne – Tours, pomiędzy stacjami Les Sables-d’Olonne i La Mothe-Achard.